# 天琴座RR型变星
天琴座RR型變星（英語：RR Lyrae variables）是週期變星，通常在球狀星團中發現，因此也稱為星團變星。它被用做測量星系距離的標準燭光，是宇宙距離尺度階梯的一部分。這類變星是以其原型，也是最亮的例子，天琴座RR命名。
天琴座RR型變星是脈動的水平分支恆星，光譜類型為A或F，質量約為太陽的一半。它們原本的質量與太陽相似，大約是0.8太陽質量的恆星，在經歷紅巨星分支階段時甩掉了部分的質量。
在現代天文學中，週期-光度關係使它們成為合適的標準燭光，可以量測相對較近，特別是銀河系和本星系群內天體的距離。他們也是研究球狀星團和老年恆星化學（和量子力學）性質的常見課題。

## 發現和識別

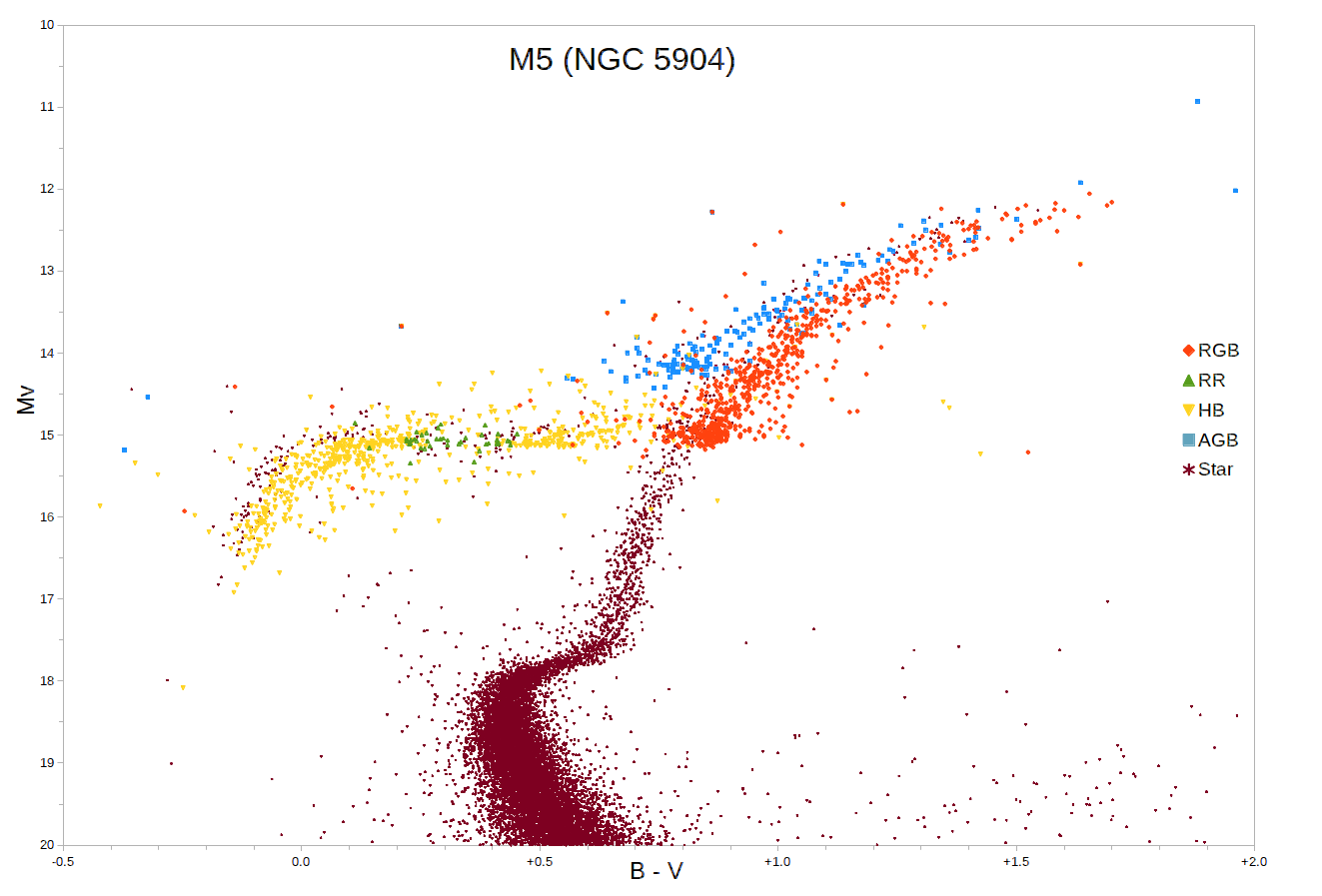
球狀星團M5的赫羅圖。水平分支標記為黃色，已知的天琴座RR型變星標記為綠色。

在對球狀星團的調查中，特別是愛德華·皮克林的調查，這些"星團類型"的變星在1890年代中期被迅速識別出來。在星團外發現並被確認的第一顆天琴座RR型變星，可能是雅各布斯·卡普坦在1890年發現的天兔座U。原型恆星的天琴座RR在1899年之前就被威廉敏娜·弗萊明檢出，皮克林在1990年的報告中指出，"它與星團類型的變星無法區分"。
從1950年至1930年，由於其周期較短、化學性質差異、與在星系中不同的位置，這一類型越來越被接受為與經典造父變星不同類的變星。天琴座RR型變星是貧金屬的第二星族星
由於天琴座RR型變星本質的光度微弱，很難在銀河系以外的星系中觀察到。事實上，沃爾特·巴德因為未能在仙女座星系中找到它們，使他懷疑該星系比預測的遠得多，而考慮重新校準造父變星，並提出星族的概念。在1980年代，普里切特（Pritchet）和范登伯格（van den Bergh）使用加法夏望遠鏡才在仙女座星系的暈中發現天琴座RR型變星；最近也在它的球狀星團中發現。

## 分類
索倫·歐文·貝利根據天琴座RR型變星的亮度曲線形狀，將這種變星分成三種主要的類型：
- Rrab：是最常見的，亮度急遽上升的典型天琴座RR型變星，佔所有觀察到的91%。
- RRc：不太常見，周期較短，光變曲線更接近正弦，佔觀察到的9%
- RRd：非常罕見，佔比小於1%[4]，並且其中30%與RRab和RRc不同，是雙模脈衝星。

## 分佈
天琴座RR型變星因為與球狀星團有很強（但不是唯一）的關聯性，所以早先被稱為"星團變星"；相較之下，在球狀星團中已知的變星有80%是天琴座RR型變星。天琴座RR型變星在星系所有的緯度上都能被發現，相對於經典造父變星只與星系的盤面相關聯。
有時，許多的天琴座RR型變星會與造父變星結合在一起；在1980年代，在球狀星團中大約已經發現1,900顆。有些估計認為在銀河系中大約有8,500顆。
雖然，聯星在恆星中很常見，但很少觀測到成對的天琴座RR型變星。

## 性質
天琴座RR型變星的脈動方式類似於造父變星，但這兩類恆星的性質和歷史被認為相當不同。像所有在造父不穩定帶上的變星，當電離氦的明度隨溫度變化時，脈動是由Κ機制引起的。
天琴座RR型變星是老年、相對質量較低、第二星族星，通常與第二型造父變星，室女座W型變星和武仙座BL型變星一起；經典造父變星是高質量的第一星族星。天琴座RR型變星比造父變星更為常見，但發光程度低很多。天琴座RR型變星的平均絕對星等大約是 +0.75等，只比我們的太陽亮40或50倍。它們的週期短，通常不到一天，有些只有7小時左右。一些天琴座RRab型變星，包括天琴座RR本身，呈現出伯拉茲科效應，在其中有一個明顯的相位和振幅的調製。

## 週期-亮度關係
不同於造父變星，天琴座RR型變星在可見光的波長上並不嚴格的遵循週期-光度關係，然而在紅外線的K波段卻很嚴謹。它們通常使用週期-顏色關係進行分析，例如使用Wesenheit函數。通過這種方法，儘管在金屬量、微弱性、和綜合性的影響尚存在著困惑，但它們依然可以做為測量距離的標準燭光。綜合的效果會影響到在球狀星團核心附近採樣的天琴座RR型變星，因為球狀星團的恆星密度相當大，以至於在低解析度的觀測中，多顆（未解析）的恆星可能會被顯示為單顆的目標。因此，那些看似單獨的恆星（例如，天琴座RR型變星），因為那些未被解析出的恆星，而錯誤的被測量得過於明亮。因此而計算出來的距離會是錯誤的。有些研究人員認為，綜合效應可能會給宇宙距離階梯帶來系統性的不確定性，並可能影響到估計宇宙年齡的哈伯常數。

## 最近的發展
哈伯太空望遠鏡已經確定了仙女座星系的球狀星團中，有幾顆疑似天琴座RR型變星的候選者，並且測量了原型星，天琴座RR的距離。
天琴座RR本身就在克卜勒太空望遠鏡的視野範圍內。因此，克卜勒太空望遠鏡擴大了覆蓋的範圍，並提供了準確的光度測量。
蓋亞任務預計將通過提供大量此類恆星的均質光譜資訊，大大提高對天琴座RR型變星的瞭解。

## 外部連結

天琴座RR型變星在顏色-星等的赫羅圖圖上坐落在一個特定區域上。

- APOD M3: Inconstant Star Cluster（页面存档备份，存于） four-frame animation of RR Lyrae variables in globular cluster M3
- Animation of RR Lyrae-Variables in globular cluster M15（页面存档备份，存于）
- Animation with the variable stars RR Lyrae in the center area of the globular cluster M15
- RR Lyrae stars（页面存档备份，存于）
- AAVSO Variable Star of the Season - RR Lyrae（页面存档备份，存于）
- OGLE Atlas of Variable Star Light Curves - RR Lyrae stars

## 延伸閱讀
- 利用高精度視差精準衛星資料庫研究天琴RR型變星（PDF格式）